# БЦВМ Орбита
БЦВМ «Орбита» — серия советских бортовых вычислительных машин для авиации. Разработаны в ОКБ-470 (Ленинградское НПО «Электроавтоматика») в период 1969—1974 годы. Серийно производились по 1991 год включительно, в дальнейшем небольшими партиями по спецзаказу. Успешно применялись и применяются в 21 веке на летательных аппаратах военного и гражданского назначения, а также на иного рода объектах.

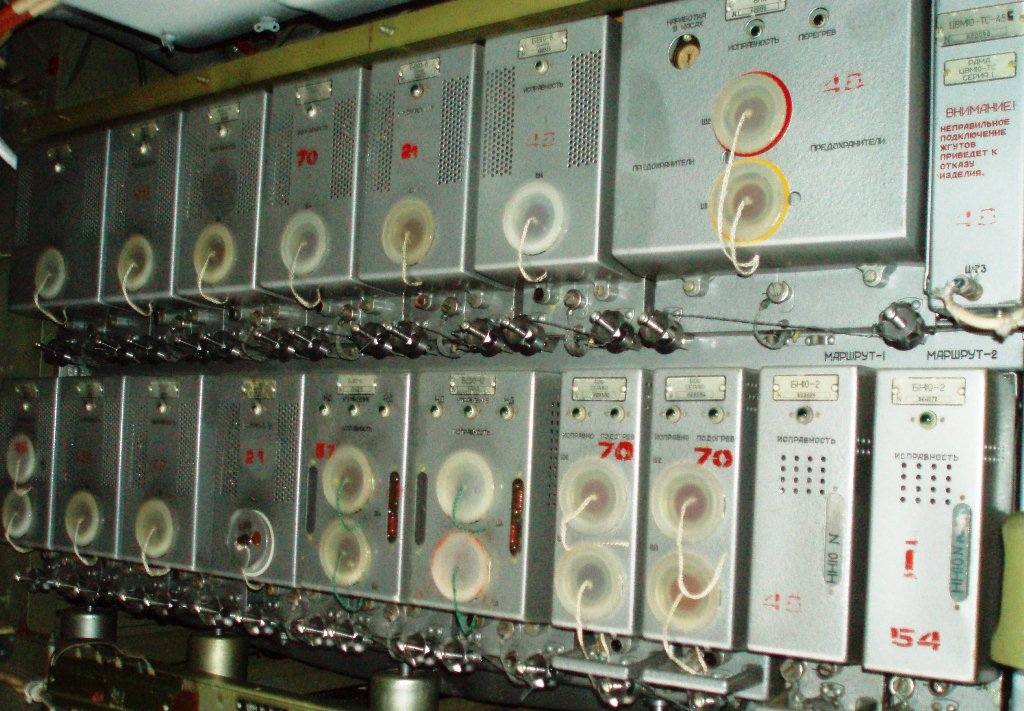
БЦВМ «Орбита-10» в отсеке самолёта

### История серии
- «Орбита-1» — первая бортовая БЦВМ второго поколения в серии «Орбита» (1969 год). Машина проектировалась как развитие специализированной ЦВМ-263/264, применяемой в составе поисково-противолодочного комплекса «Беркут» самолётов Ил-38 и Ту-142, но на новой элементной базе — на микромодулях собственного проектирования и производства ПИ-64 и ПИ-65. На БЦВМ «Орбита-1» использовался уникальный внешний аналоговый интерфейс по нормали 847АТ, содержащий АЦП и ЦАП для приёма и передачи сигналов с аналоговых источников (приборного оборудования самолёта). Было изготовлено около 500 комплектов БЦВМ для установки на первые серии самолётов Ту-144, МиГ-25 и Су-24.
- «Орбита-10» — 16-разрядная БЦВМ второго поколения (1970 год), серийно производившаяся в двух основных вариантах («Орбита-10» и «Орбита-10-15») и ряде модификаций, в зависимости от характера решаемых задач. Все варианты БЦВМ «Орбита-10» имеют одинаковое быстродействие и различаются составом устройства ввода-вывода и емкостью памяти. В базовой комплектации используется ОЗУ емкостью 1024 слова, ПЗУ ёмкостью 16К слов и ДЗУ ёмкостью 256 слов. Быстродействие: операции регистр/регистр — 125 000 оп/с, регистр/память — 125 000 оп/с, умножение — 62 500 оп/с, деление — 5 000 оп/с. Программирование БЦВМ осуществлялось на уровне машинных кодов. Элементной базой БЦВМ служат в основном гибридные микросхемы серии «Тропа»[1] и серии 221 «Трапеция-3»[2], транзисторы и пассивные элементы. Монтаж радиоэлементов выполнен на двусторонних печатных платах. Вся машина собрана в блоках кассетного исполнения на монтажной раме (см. фото). БЦВМ «Орбита-10» в разных вариантах устанавливались на самолёты Ту-144С, Ту-22М2/3/МР, Ту-95МС/Ту-142МК/МЗ, Су-24М; различные модификации МиГ-23, МиГ-25, МиГ-27 и др.
- «Орбита-20» — 16-разрядная БЦВМ второго поколения (производство 1974—1991 гг). Это самая массовая специализированная авиационная бортовая вычислительная машина производства СССР: произведено порядка 15 тысяч машино-комплектов. Все машины семейства имеют одинаковое быстродействие, равное 200 тыс. оп./с (операции сложения) и 100 тыс. оп./с (операции умножения). Базовая модель включает ОЗУ емкостью 512 слов и ПЗУ ёмкостью 16 К слов. Элементная база БЦВМ — интегральные цифровые микросхемы серии 104[3], 112[4], 133[5], интегральные микросборки и модульные элементы. В качестве элементов ПЗУ служат ячейки памяти, каждая состоит из запоминающего трансформатора на двух П-образных сердечниках и двух транзисторов из состава микросборки 1КТ491А. Физически БЦВМ-20 в базовой комплектации представляет собой монтажную раму, на которой установлено 4 легкосъёмных блока: блок вычислительный цифровой БВЦ-20, блок постоянной памяти БПП-20, блок питания БП-20, фильтр радиопомех ФРП020-1. Вес комплекта БЦВМ 38 кг. Потребление энергии от бортовой сети переменного тока 200 вольт 400 гц — 300 вольт-ампер. БЦВМ «Орбита-20» применялась и применяется до сих пор на следующих объектах: в составе навигационного комплекса «Ольха-1» с-та Як-42, БНК-2П-86 «Пижма-1» с-та Ил-86, прицельно-навигационного комплекса ПрНК-23К «Кайра» с-та МиГ-27К, ПрНК-54 с-та Су-17М4, системы единой индикации СЕИ-31 системы управления вооружением СУВ-29 с-та МиГ-29, комплекса ПрНК-56 «Шквал» с-та Су-25Т, ПрПНК-80 «Рубикон» К-041 вертолёта Ка-50 (четыре ЦВМ-20-751 в комплекте вычислительной системы), а также в малоразмерных ЛА и многомашинных самолётных комплексах.